# Weslley Patati
Weslley Patati, właśc. Weslley Pinto Batista (ur. 1 października 2003 w Presidente Dutra) – brazylijski piłkarz pochodzenia portugalskiego występujący na pozycji skrzydłowego, od 2024 roku zawodnik izraelskiego Maccabi Tel Awiw.